# Facanito

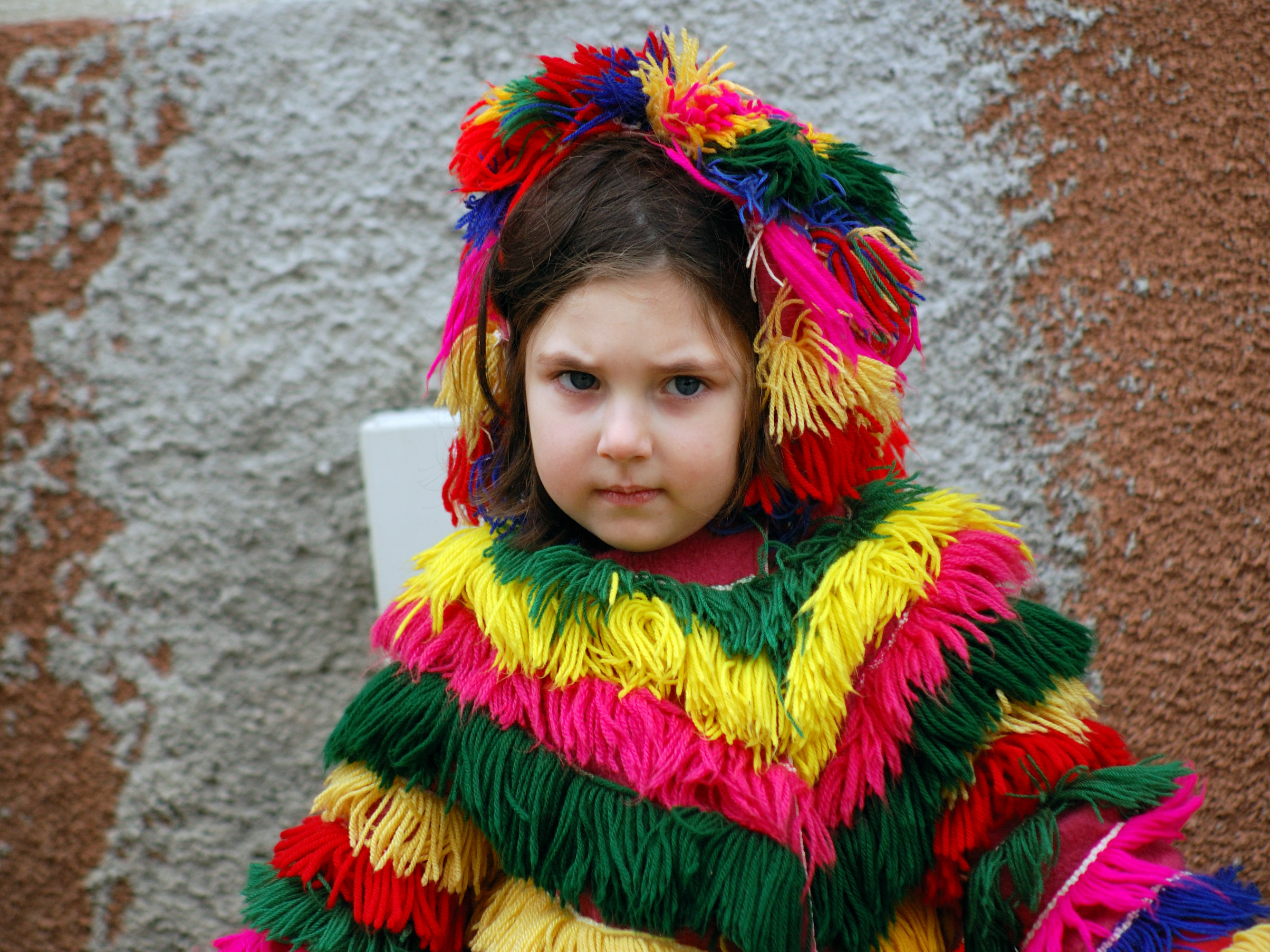
Um facanito

O facanito é uma criança que se mascara de “careto” e tenta imitar os caretos nas suas folias, cumprindo o seu próprio ritual de iniciação e garantindo a continuidade da tradição.

Na Idade Média em Trás-os-Montes era referido como um "diabinho que se alimenta de aço moído". Em Miranda do Douro é o nome que se dá a um homem de pequena estatura com jeito de provocador e é também como se designa um ser mitológico, muito pequeno e irrequieto.